# 香粧品香料原料安全性研究所
香粧品香料原料安全性研究所（こうしょうひんこうりょうげんりょうあんぜんせいけんきゅうじょ、Research Institute of Fragrance Materials、略称RIFM、リフム）は、香料原料の安全性を評価する非営利の国際的な科学機関である。

## 概要
1966年にアメリカのニュージャージー州で設立された。

## 活動

### 安全性評価プログラム
RIFMは、化粧品や家庭用製品に含まれる香料原料の安全性評価に関する科学的データを利用可能な科学文献から調査、安全性試験、モニタリングを行う。
計算科学、遺伝毒性、反復投与、生殖、皮膚感作性、光刺激性、呼吸器、環境の各エンドポイントを対象としており、得られた科学的データはRIFMエキスパートパネルによって評価される。

### RIFMエキスパートパネル（REXPAN）
RIFMエキスパートパネルは毒性科学、薬理学、皮膚科学、環境科学および疫学等の分野の世界的な権威の、香料業界からは独立した学者からなる第三者組織である。
RIFMによる香料成分の安全性評価を協議する。協議内容は議事録の形で公開される。

### 情報の提供
安全性評価結果を査読付き科学雑誌およびエルゼビアが提供するデータベースに発表している。

## IFRAとの関係
国際香粧品香料協会（IFRA）は会員を通じて収集した香料使用量や使用用途などの情報をRIFMに提供している。
RIFMの安全性評価を受け、香料の安全性が損なわれる場合はIFRAスタンダードを策定し香料の規制を行う。